# Michael Masser
Michael Masser (Chicago, 24 de marzo de 1941-California, 9 de julio de 2015) fue un compositor y productor que se hizo famoso con el éxito número uno “Touch Me In The Morning”, el que coescribió con Ron Miller y produjo para Diana Ross en 1973. Continuó con otro éxito “Theme from ‘Mahogany’ (Do You Know Where You’re Going To?)” y junto al letrista Gerry Goffin recibieron una nominación al Oscar en 1976 por Mejor Canción Original.

## Carrera
Cuando Michael produjo el álbum de Teddy Pendergrass “Love Language”, descubrió y protegió a una joven y prometedora cantante, Whitney Houston, quien cantó a dueto con Teddy la canción “Hold Me”. Su consagración en la historia de la música se consolidó con la colaboración de Whitney Houston. La fusión de la brillante voz de Whitney y el talento en la composición y producción de Michael consiguieron tres #1 de los dos primeros álbumes de Whitney: “The Greatest Love Of All” , “Saving All My Love For You” y “Didn't We Almost Have It All”.
El éxito de Michael como productor y compositor continuó con muchos éxitos que incluyen “Tonight I Celebrate My Love For You” – Roberta Flack y Peabo Bryson; “If Ever You’re In My Arms Again” – Peabo Bryson; “Nothing’s Gonna Change My Love For You” – George Benson y Glen Medeiros; “Nobody Wants To Be Alone” – Crystal Gayle; “Last Time I Saw Him” – Dottie West y Diana Ross, “First You Have To Say You Love Me” – Neil Diamond, “Miss You Like Crazy” Natalie Cole, “It's My Turn” – Aretha Franklin y Diana Ross, “All At Once” – Whitney Houston, “Someone That I Used To Love” – Barbra Streisand.
Michael fue incluido en el Salón de la Fama de Compositores en 2007.
El 9 de julio de 2015, Masser murió a la edad de 74 años en Rancho Mirage, California.

## Premios y distinciones
Premios Óscar
| Año  | Categoría              | Canción                                                   | Película | Resultado |
| ---- | ---------------------- | --------------------------------------------------------- | -------- | --------- |
| 1976 | Mejor canción original | «Theme from Mahogany (Do You Know Where You're Going To)» | Mahogany | Nominado  |